# قصف تشيرنيهيف 2022
قصف تشيرنيهيف أو مجزرة تشيرنيهيف كما أُشير لها في بعض المصادر العربيّة والغربيّة، هي مجزرةٌ ارتكبتها الطائرات الروسيّة أثناء حصار تشيرنيهيف كجزءٍ من الغزو الروسي لأوكرانيا. تسبَّبَت الضربات الجويّة في مقتل 47 شخصًا غالبيّتهم من المدنيين. وصفت منظمة العفو الدوليّة و‌هيومن رايتس ووتش الضربات بأنها جريمة حرب.

## القصف
بحلول الثالث من آذار/مارس 2022، وبعد الساعة 12:00 (التوقيت العالمي المنسق +2) انتشرَ مقطع فيديو على مُختلف مواقع التواصل يُصوّر ست قنابل جويّة غير موجَّهة وهي تسقطُ على منطقة سكنيّة في مدينة تشيرنيهيف (تُكتب في بعض المصادر تشرنيغوف أو تشرنيغيف) وتحديدًا في ساحة عامة على شكل مثّلثٍ شكَّلهُ شارع فياتشيسلافا تشورنوفولا وشارع كروهوفا. سُجّل المقطع من خلال داش كام، وظهرَت الصواريخ الستّة وهي تسقط على المنطقة السكنيّة وما أعقبَ سقوطها من انفجارات. نشرت وسائل إعلام أخرى على مواقعها على الإنترنت وصفحاتها الرسميّة على مواقع التواصل الاجتماعي مقاطع فيديو من موقع الحدث تُظهر جثث الضحايا، وناجين يُنقلون على نقَّالات، ورجال إطفاء يُحاولون إخماد الحرائق في المجمّع السكني الرئيسي الذي أُصيب، فضلًا عن مقاطع أخرى صوَّرت اشتعال النيران في السيارات والأشجار القريبة من المنطقة المستهدفَة. قال حاكم المنطقة فياتشيسلاف تشاوس للصحفيين إن مَدرسَتَيْن أصيبتا خلال الهجوم. صرَّحت فكتوريا سبارتز عضوة الكونجرس الأمريكي المولودة في أوكرانيا للصحفيين عقبَ الهجوم أنَّ جدتها كانت تعيشُ في مبنى قريب، وأن النوافذ قد دُمّرت كلها.

## الضحايا
تسبَّبت القنابل في مقتل أشخاص كانوا يصطفون في طوابير لشراء الخبز، بينما نجت سيدّةٌ تُدعى يوليا ماتفينكو، وهي أيضًا من سكان شارع إيفانا بوهونا، لكنّها تعرضت مع ذلك لإصابةٍ في الرأس. لم يصب أطفالها الثلاثة بأذى، لكنهم اضطروا إلى الزحفِ من تحت الأنقاض بعد الانفجار. سجَّلت خدمات الطوارئ المحلية مقتل 38 رجلًا و9 نساء جراء القصف وإصابة 18 آخرين.

## التحقيقات

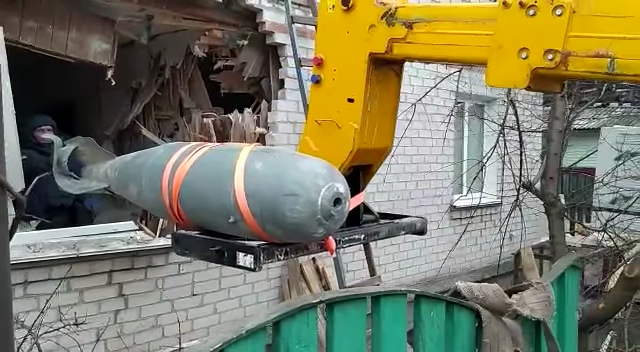
إزالة قنبلة روسيّة غير منفجِرة من مبنى في تشيرنيهيف بعد الغارات الجويّة التي طالت المدينة في الثالث من آذار/مارس 2022

بما أنَّ منظمة العفو الدولية لم تتمكن من تحديد هدف عسكري مشروعٍ في مكان قريب، فقد وصفت الهجوم بأنه جريمة حرب. لم تجد هيومن رايتس ووتش هي الأخرى أيَّ دليلٍ على «وجود هدف [عسكري] كبير في التقاطع أو بالقرب منه عندما تمّ قصفه، مما يُشير إلى هجوم عشوائي متعمِّد أو متهور»، ودعت رايتس ووتش إلى إجراء تحقيق من قبل المحكمة الجنائية الدولية في أوكرانيا وإلى تشكيلِ لجنة تحقيق تابعة للأمم المتحدة لتقرير ما إذا كانت جريمةُ حربٍ قد وقعت ومحاسبة المسؤولين عنها. تضمَّنَ تحقيق هيومن رايتس ووتش مقابلات هاتفية مع ثلاثة شهود واثنين آخرين من سكان تشيرنيهيف، وتحليل 22 مقطع فيديو و12 صورة. ذكر الشهود الذين قابلتهم هيومن رايتس ووتش أنّهم لم يكونوا على علمٍ بأهداف أو عمليات عسكريّة في الحي.